# Quíscal becfí
El quíscal becfí (Quiscalus palustris) és un ocell extint de la família dels ictèrids (Icteridae).

## Hàbitat i distribució
Habitava marjals i vores dels llacs del interior de Mèxic central, al curs superior del riu Lerma.